# Štular
Štular je priimek več znanih Slovencev:
- Andrej Štular (*1967), slikar, večmedijski vizulani umetnik
- Anka Štular, oblikovalka
- Arne Furlan Štular, plavalec
- Benjamin Štular (*197#?), arheolog
- Dominik Štular (1919—2006), stomatolog, čeljustni kirurg
- Dušan Štular (1901—199#), pianist, skladatelj in dirigent (Trst, nato Novi Sad)
- Erika Štular, novinarka, dopisnica
- Hanka Štular (r. Kubias) (1930—2012), umetnostna zgodovinarka, muzealka, prevajalka
- Jaka Štular (1925—1993), novinar, dopisnik, urednik, prevajalec
- Karmen Štular Sotošek (*1967), komunikologinja, popularizatorka (strok.za digitalizacijo) kulturne in znanstvene dediščine
- Marko Štular, gospodarstvenik (elektroind.)
- Martin Štular (1877—1964), duhovnik, življenjepisec Stanislava Kostke
- Milena Štular, menedžerka, humanitarna delavka, ustanoviteljica projekta Botrstvo
- Mirko Štular, radijski voditelj, urednik, direktor Radia Slovenija
- Mitja Štular, znanstvenik in politik
- Pavel Štular (1922—2007), metalurg, strokovnjak za varilstvo
- Peter Štular (1943—2019), zdravnik, direktor ZD Kranj
- Tomaž Štular - Bordo, kantavtor, pevec, glasbenik
- Vida Štular (r. Majcen) (1922—2018), kemičarka?
- Vojka Štular (*1946), pedagoginja, političarka
- Zofka Štular (1880—1961), pevka in igralka